# Greg Mottola
Greg Mottola (né le 11 juillet 1964 à Dix Hills, dans l'État de New York) est un réalisateur, scénariste, producteur de cinéma et acteur américain.

## Biographie
Greg Mottola suit des études de cinéma à l'Université Columbia à New York.
Il réalise notamment SuperGrave en 2007, avec Jonah Hill, Michael Cera et Christopher Mintz-Plasse.

## Filmographie

### Réalisateur

#### Cinéma
- 1989 : Swingin' in The Painters' Room (court métrage)
- 1996 : En route vers Manhattan (The Daytrippers)
- 2007 : SuperGrave (Superbad)
- 2009 : Adventureland : Un job d'été à éviter (Adventureland)
- 2011 : Paul
- 2016 : Les Espions d'à côté (Keeping Up With The Joneses)
- 2022 : Avoue, Fletch (Confess, Fletch)

#### Télévision
- 2001-2002 : Les Années campus (série télévisée, 6 épisodes)
- 2003 : The Big Wide World of Carl Laemke (téléfilm)
- 2012 : The Newsroom (série télévisée, 3 épisodes)
- 2013 : Clear History (téléfilm)

### Scénariste
- 2022 : Avoue, Fletch (Confess, Fletch)

### Acteur
- 1998 : Celebrity de Woody Allen
- 2002 : Hollywood Ending de Woody Allen